# Pil'kaŭščyna
Pil'kaŭščyna (in bielorusso Пількаўшчына?; in russo Пильковщина?, Pil'kovščina) è un centro abitato della Bielorussia.